# Liste der Orte in Oklahoma
Die folgende Liste zeigt alle Kommunen und Siedlungen im US-Bundesstaat Oklahoma. Sie enthält sowohl Citys und Towns als auch Census-designated places (CDP).
Die obere Tabelle enthält die Siedlungen (ausnahmslos mit dem Status "City"), die bei der Volkszählung im Jahr 2020 mehr als 10.000 Einwohner hatten. Ebenfalls aufgeführt sind die Daten der vorherigen Volkszählung im Jahr 2000 und 2010. Die Rangfolge entspricht den Zahlen von 2020.

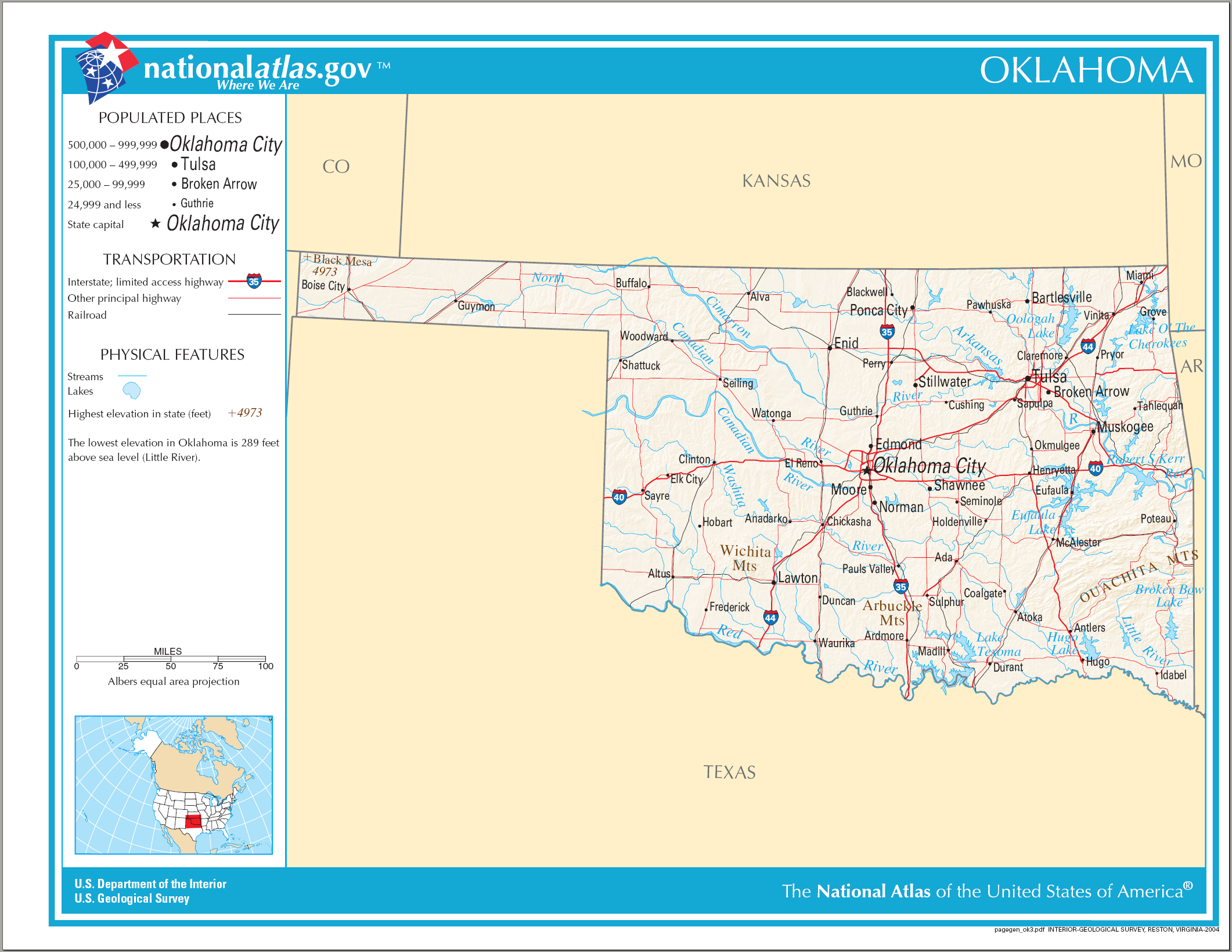
Karte von Oklahoma
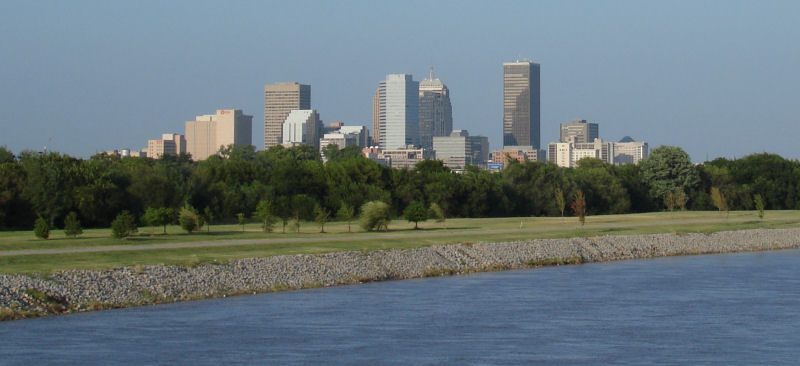
Oklahoma City, die größte Stadt und zugleich Hauptstadt von Oklahoma
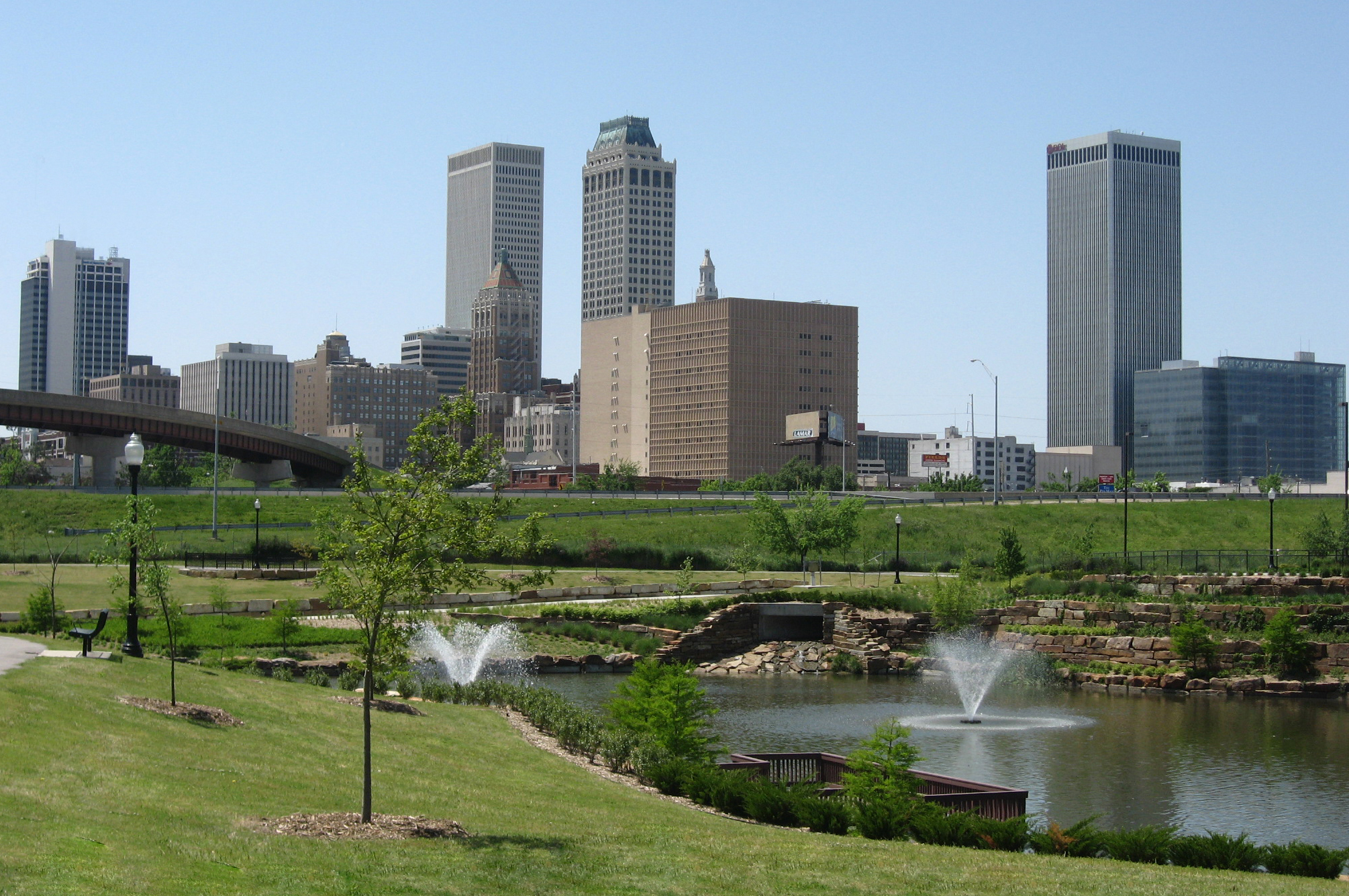
Tulsa
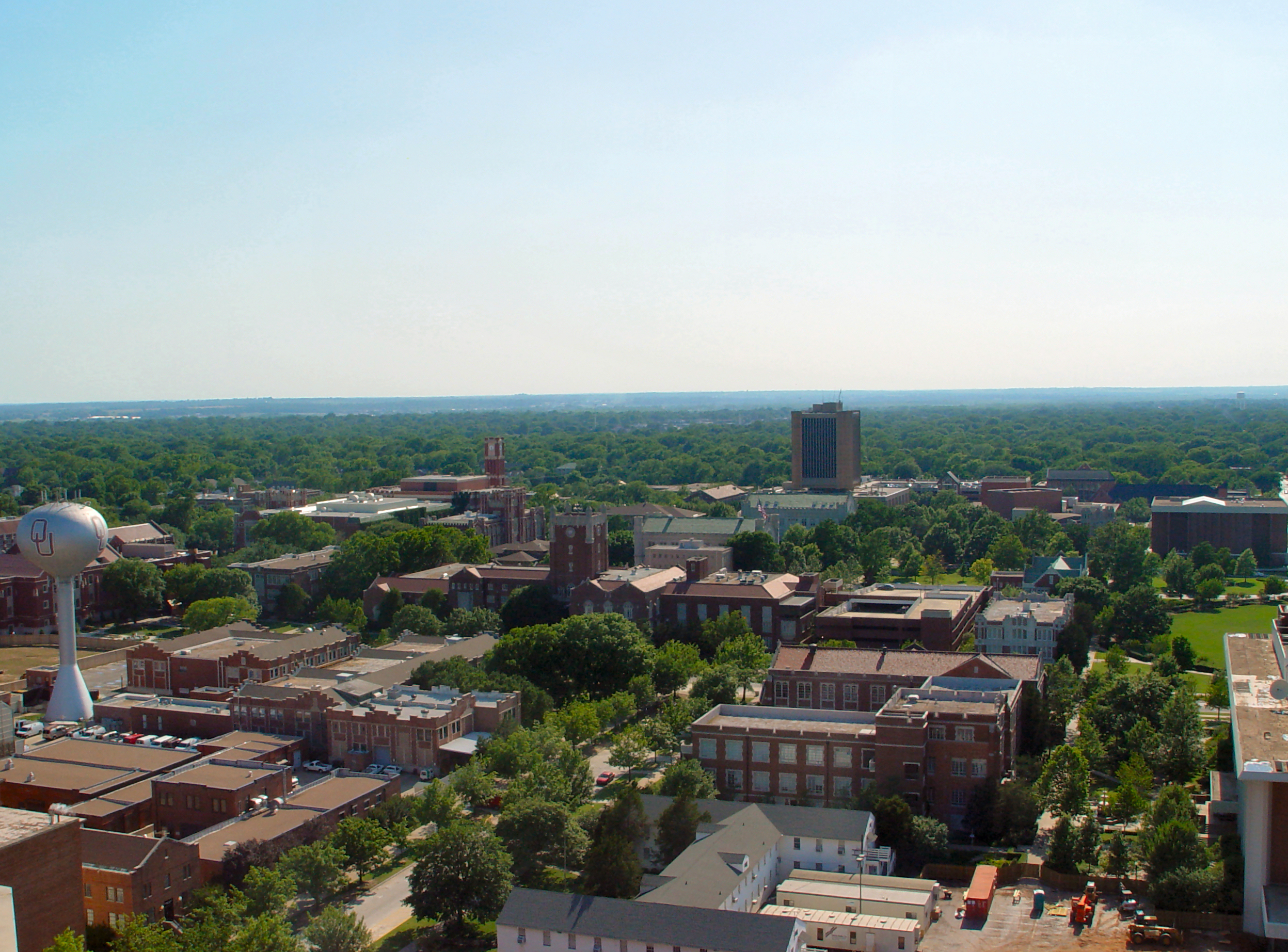
Norman
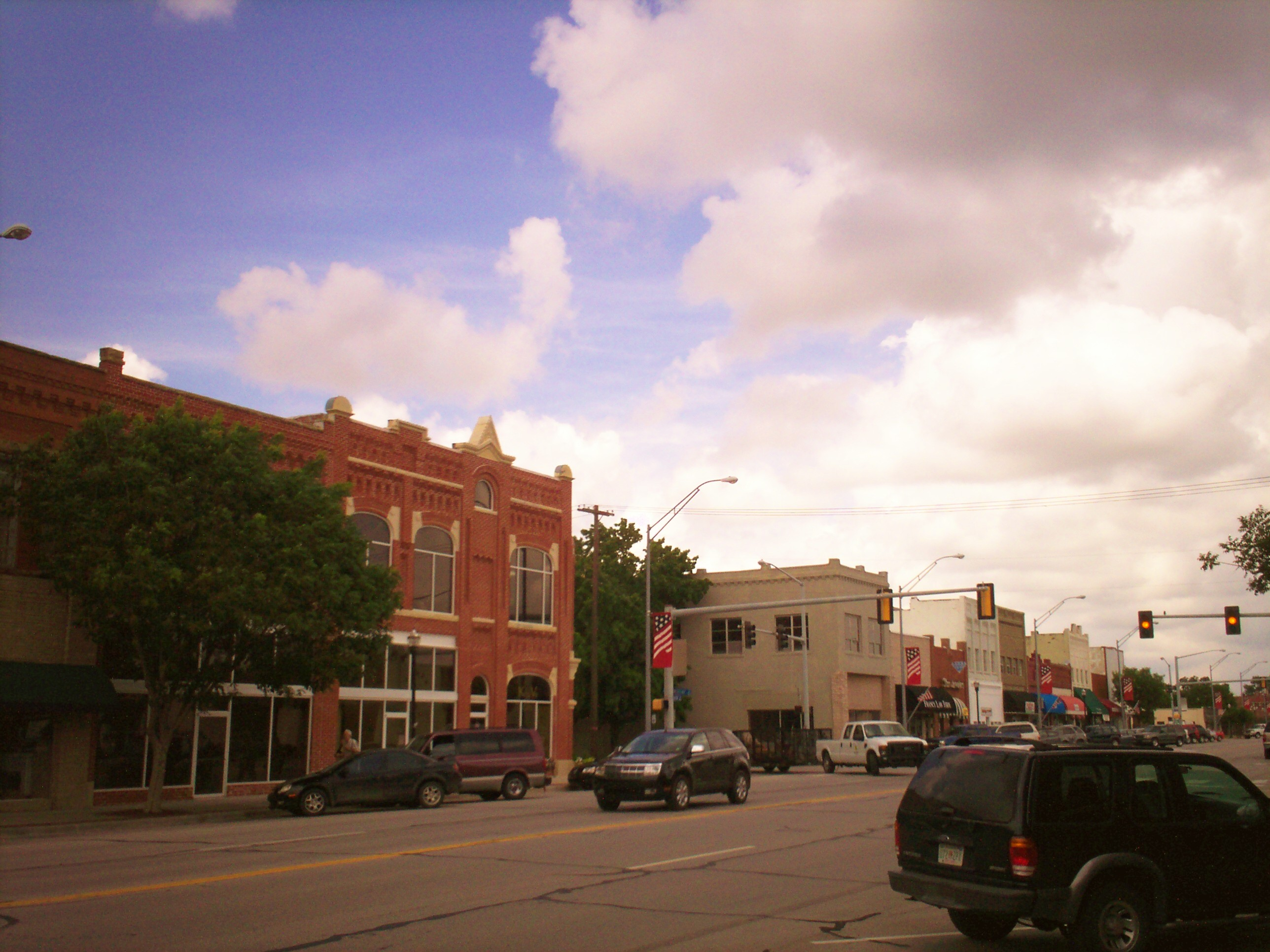
Broken Arrow
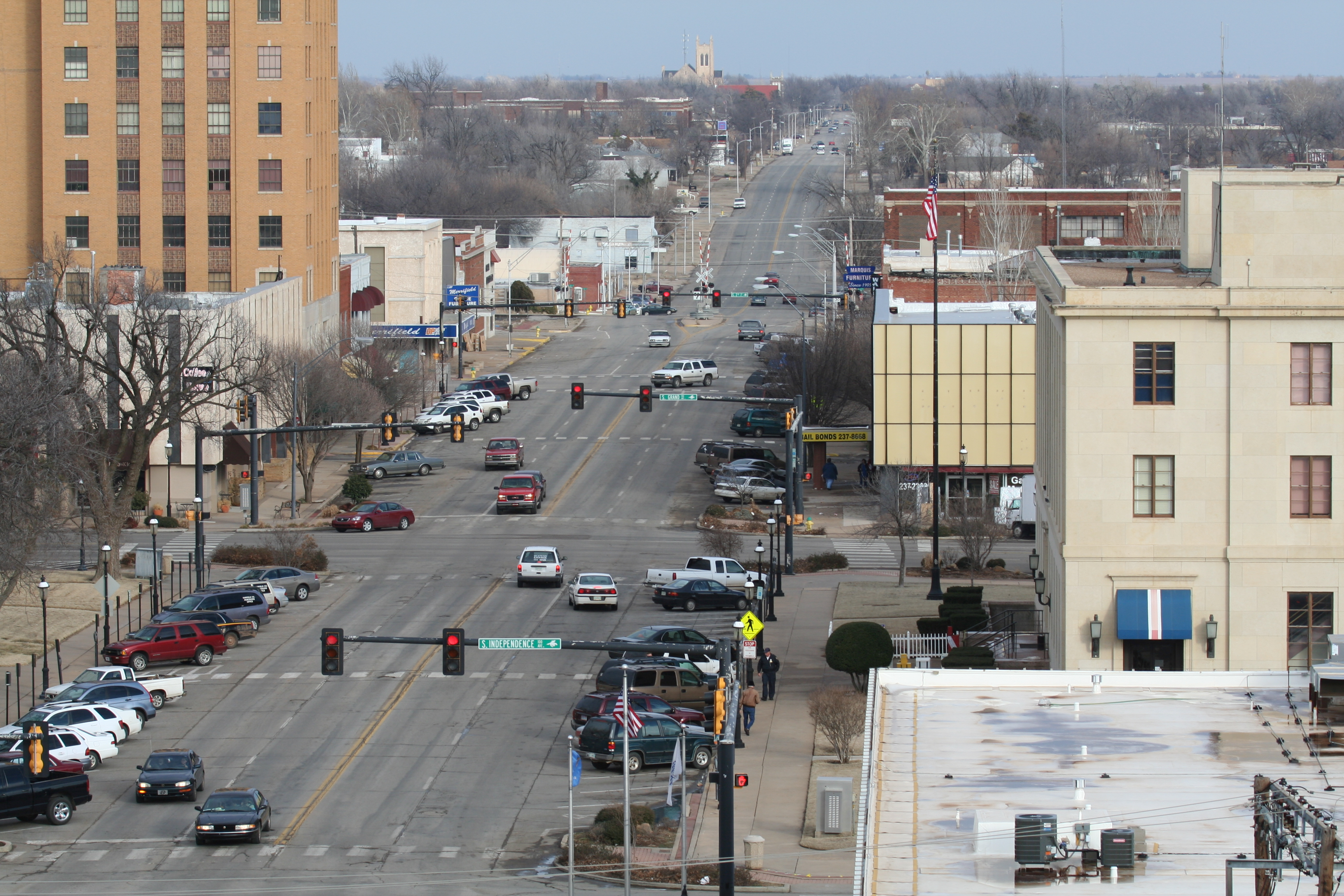
Enid
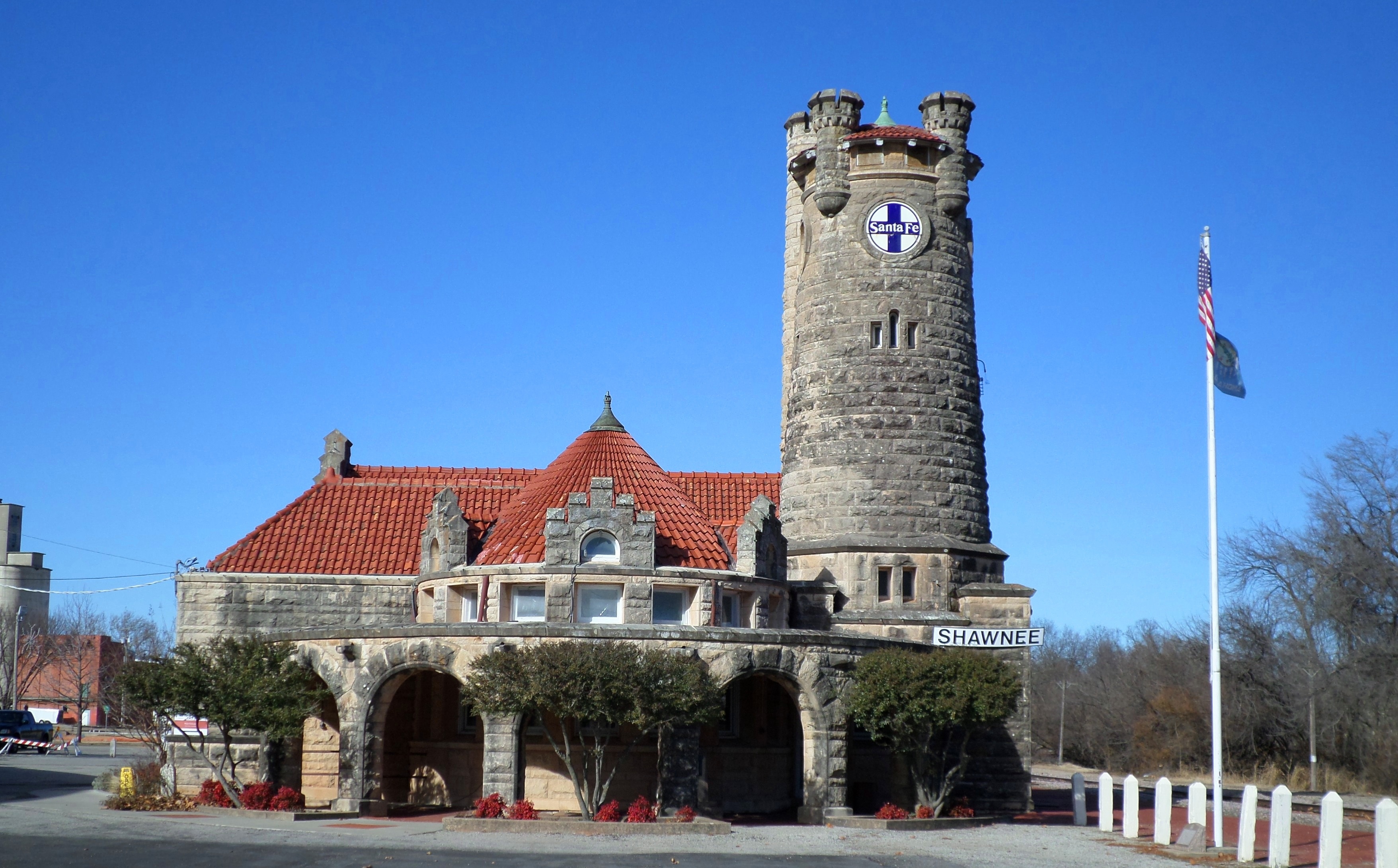
Shawnee
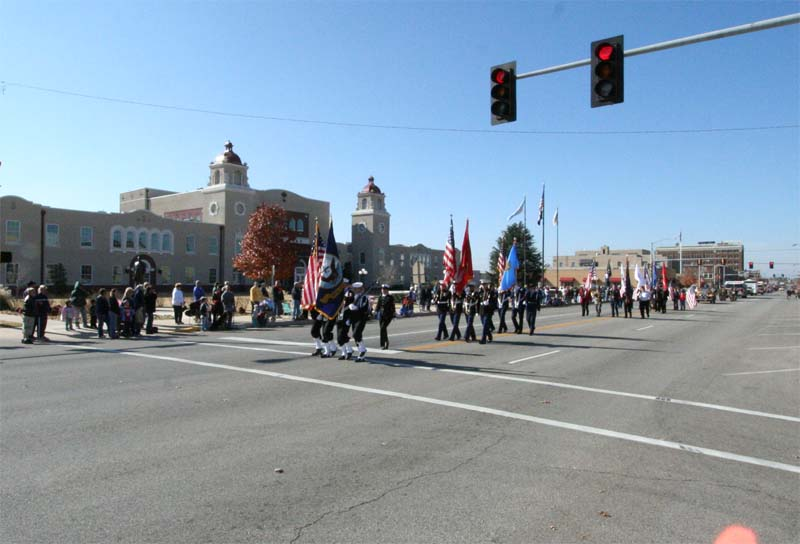
Ponca City
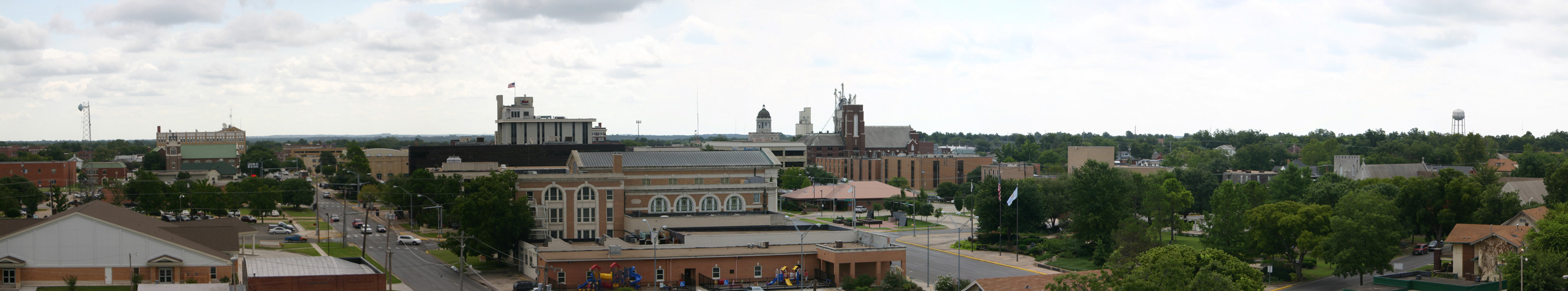
Ardmore
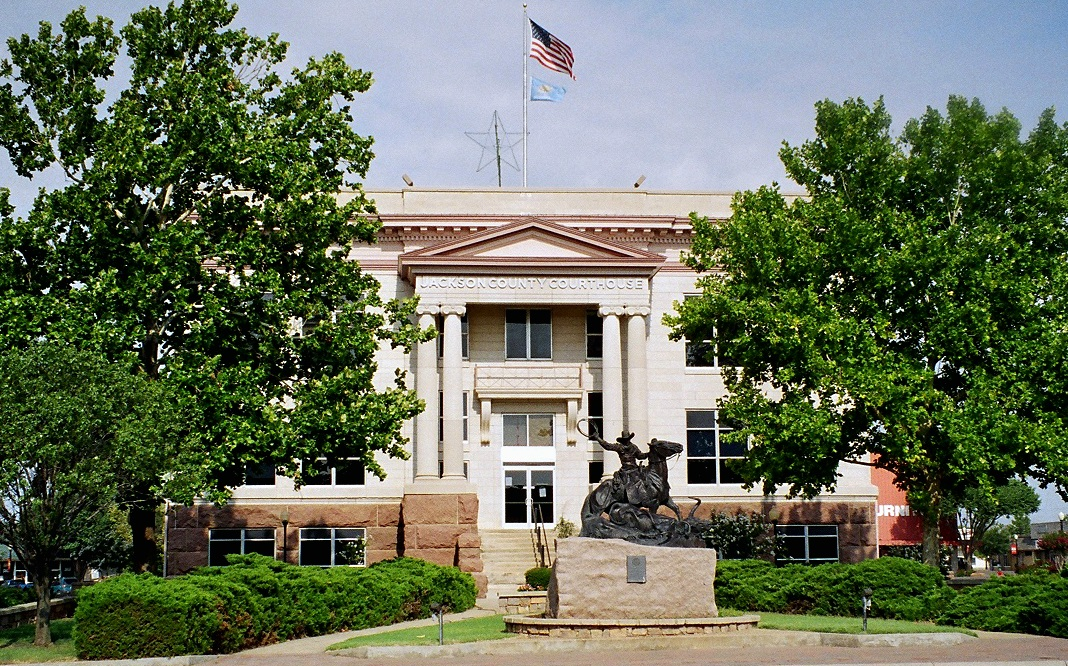
Altus
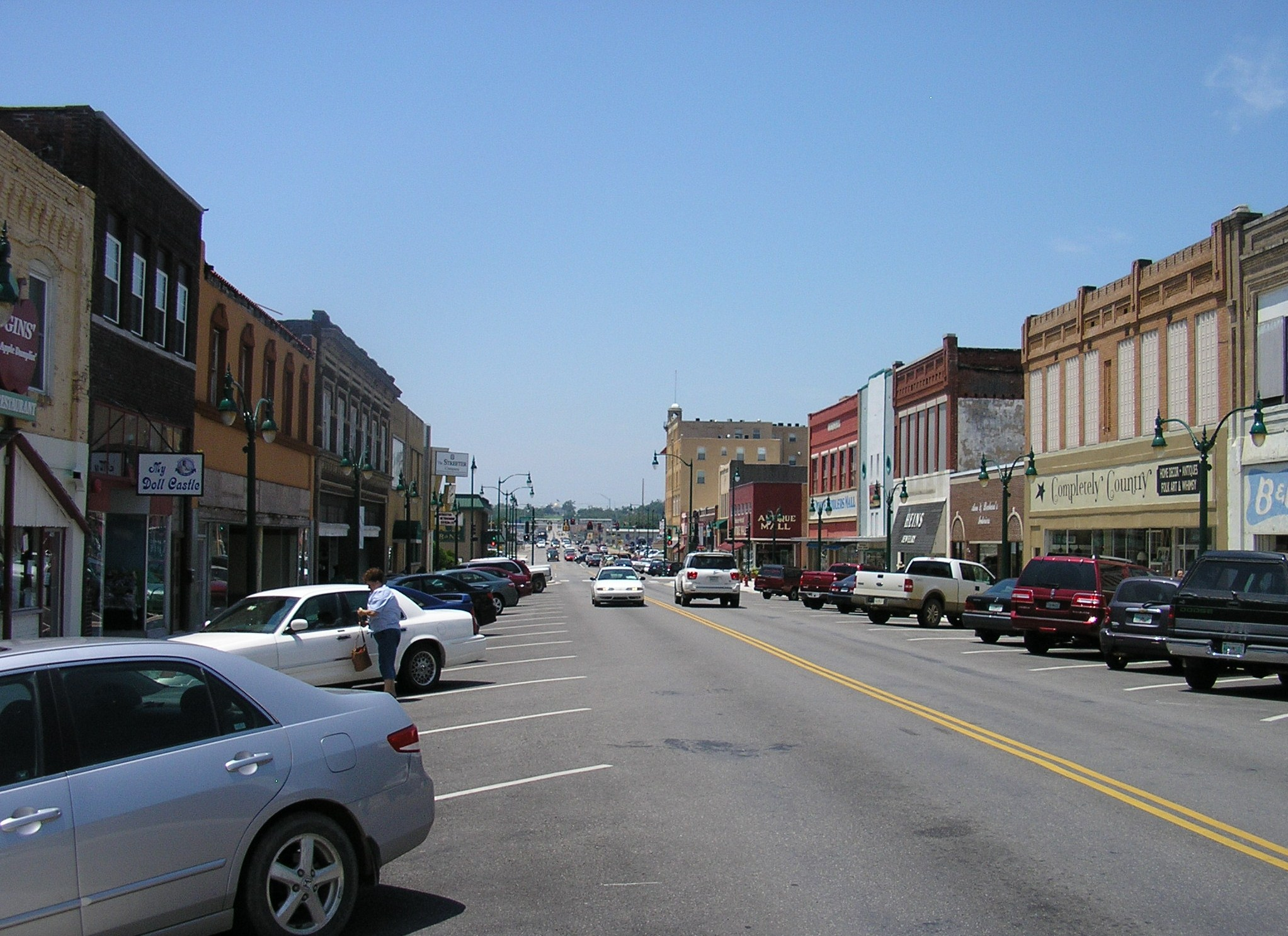
Claremore

| Rang (2020) | Ort           | Einwohner 2020 | Einwohner 2010 | Einwohner 2000 | County(s)                                   |
| ----------- | ------------- | -------------- | -------------- | -------------- | ------------------------------------------- |
| 1           | Oklahoma City | 681.054        | 580.494        | 505.530        | Canadian, Cleveland, Oklahoma, Pottawatomie |
| 2           | Tulsa         | 413.066        | 391.873        | 393.507        | Tulsa                                       |
| 3           | Norman        | 128.026        | 110.925        | 96.780         | Cleveland                                   |
| 4           | Broken Arrow  | 113.540        | 98.850         | 80.418         | Tulsa, Wagoner                              |
| 5           | Edmond        | 94.428         | 81.130         | 68.315         | Oklahoma                                    |
| 6           | Lawton        | 90.381         | 96.862         | 92.844         | Comanche                                    |
| 7           | Moore         | 62.793         | 55.082         | 41.143         | Cleveland                                   |
| 8           | Midwest City  | 58.409         | 54.372         | 54.293         | Oklahoma                                    |
| 9           | Enid          | 51.308         | 49.386         | 47.029         | Garfield                                    |
| 10          | Stillwater    | 48.394         | 45.717         | 39.095         | Payne                                       |
| 11          | Owasso        | 38.240         | 29.813         | 19.095         | Rogers, Tulsa                               |
| 12          | Bartlesville  | 37.290         | 35.726         | 34.863         | Osage, Washington                           |
| 13          | Muskogee      | 36.878         | 39.184         | 39.372         | Muskogee                                    |
| 14          | Shawnee       | 31.377         | 29.796         | 29.107         | Pottawatomie                                |
| 15          | Bixby         | 28.609         | 20.907         | 13.347         | Tulsa, Wagoner                              |
| 16          | Jenks         | 25.949         | 16.915         | 9.549          | Tulsa                                       |
| 17          | Ardmore       | 24.725         | 24.469         | 24.082         | Carter                                      |
| 18          | Ponca City    | 24.424         | 25.387         | 26.030         | Kay, Osage                                  |
| 19          | Yukon         | 23.630         | 22.709         | 21.043         | Canadian                                    |
| 20          | Duncan        | 22.692         | 23.416         | 22.573         | Stephens                                    |
| 21          | Sapulpa       | 21.929         | 20.544         | 20.093         | Creek                                       |
| 22          | Del City      | 21.822         | 21.332         | 22.128         | Oklahoma                                    |
| 23          | Bethany       | 20.831         | 19.024         | 20.307         | Oklahoma                                    |
| 24          | Mustang       | 19.879         | 17.395         | 13.156         | Canadian                                    |
| 25          | Sand Springs  | 19.874         | 18.906         | 17.563         | Osage, Tulsa                                |
| 26          | Claremore     | 19.580         | 18.581         | 15.773         | Rogers                                      |
| 27          | Altus         | 18.729         | 19.813         | 21.447         | Jackson                                     |
| 28          | Durant        | 18.589         | 15.856         | 14.177         | Bryan                                       |
| 29          | McAlester     | 18.171         | 18.383         | 17.785         | Pittsburg                                   |
| 30          | El Reno       | 16.989         | 16.740         | 16.191         | Canadian                                    |
| 31          | Ada           | 16.481         | 16.810         | 16.076         | Pontotoc                                    |
| 32          | Tahlequah     | 16.209         | 15.753         | 14.521         | Cherokee                                    |
| 33          | Chickasha     | 16.051         | 16.036         | 15.920         | Grady                                       |
| 34          | Glenpool      | 13.691         | 10.808         | 8.419          | Tulsa                                       |
| 35          | Miami         | 12.969         | 13.570         | 13.717         | Ottawa                                      |
| 36          | Guymon        | 12.965         | 11.442         | 10.489         | Texas                                       |
| 37          | Choctaw       | 12.965         | 11.146         | 9.425          | Oklahoma                                    |
| 38          | Woodward      | 12.133         | 12.051         | 11.853         | Woodward                                    |
| 39          | Weatherford   | 12.076         | 10.833         | 9.900          | Custer                                      |
| 40          | Elk City      | 11.561         | 11.693         | 10.538         | Beckham                                     |
| 41          | Okmulgee      | 11.322         | 12.321         | 13.022         | Okmulgee                                    |
| 42          | Newcastle     | 10.984         | 7.682          | 5.499          | McClain                                     |
| 43          | Guthrie       | 10.749         | 10.191         | 9.939          | Logan                                       |
| 44          | Warr Acres    | 10.452         | 9.895          | 10.019         | Oklahoma                                    |

Weitere Siedlungen in alphabetischer Reihenfolge:
| - Afton - Allen - Alva - Anadarko - Antlers - Arkoma - Apache - Atoka - Barnsdall - Beaver - Beggs - Bethel Acres - Blackwell - Blanchard - Boise City - Boley - Bray - Bristow - Broken Bow - Buffalo - Burns Flat - Bushyhead - Byng - Cache - Caddo - Calera - Carnegie - Catoosa - Chandler - Checotah - Chelsea - Central High - Cherokee - Chouteau - Cleora - Cleveland - Clinton - Coalgate - Colbert - Collinsville - Comanche - Commerce - Copeland - Coweta - Crescent - Cushing - Cyril - Davis - Dewey - Dickson - Drumright | - Elgin - Elmore City - Empire City - Erick - Eufaula - Fairfax - Fairland - Fairview - Fletcher - Forest Park - Fort Gibson - Frederick - Geary - Geronimo - Goldsby - Goodwell - Gore - Grandfield - Granite - Grove - Harrah - Hartshorne - Haskell - Healdton - Heavener - Helena - Hennessey - Henryetta - Hinton - Hobart - Holdenville - Hollis - Hominy - Hooker - Hugo - Hydro - Idabel - Inola - Jay - Jones - Justice - Kellyville - Kenwood - Kiefer - Kingfisher - Kingston - Konawa - Krebs - Langston - Laverne - Lexington - Lindsay | - Locust Grove - Lone Grove - Longtown - Luther - Madill - Mangum - Mannford - Marietta - Marlow - Maud - Maysville - McCord - McLoud - Medford - Meeker - Meridian - Minco - Mooreland - Morris - Mounds - Muldrow - New Cordell - Newkirk - Nichols Hills - Nicoma Park - Ninnekah - Noble - Nowata - Oakhurst - Oakland - Oilton - Okarche - Okeene - Okemah - Oologah - Panama - Park Hill - Pauls Valley - Pawhuska - Pawnee - Perkins - Perry - Pettit - Piedmont - Pink - Pocola - Poteau - Prague - Pryor Creek - Purcell | - Quinton - Ringling - Roland - Rush Springs - Salina - Sallisaw - Sayre - Seminole - Shady Point - Shattuck - Skiatook - Slaughterville - Snyder - Spencer - Sperry - Spiro - Stigler - Stilwell - Stratford - Stroud - Sulphur - Talihina - Tecumseh - Temple - Texanna - The Village - Thomas - Tishomingo - Tonkawa - Turley - Tuttle - Union City - Verdigris - Vian - Vinita - Wagoner - Walters - Warner - Watonga - Waukomis - Waurika - Waynoka - Weleetka - Westville - Wetumka - Wewoka - Wilburton - Wilson - Wister - Wynnewood - Yale |